# Jekatierina Pychtowa
Jekatierina Pychtowa (ros. Екатерина Пыхтова; ur. 1998 r.) – rosyjska aerobiczka, dwukrotna mistrzyni świata, złota medalistka World Games.
W wieku sześciu lat zaczęła trenować gimnastykę. Międzynarodowy debiut nastąpił w 2016 roku podczas mistrzostw świata w Inczon. Tam zajęła czwarte miejsce w kroku, piąte w parach mieszanych oraz siódme w trójkach. Dwa lata później w Guimarães została dwukrotnie mistrzynią świata. Najlepsza okazała się w trójkach i krokach.
Wystąpiła na World Games 2017 rozegranym we Wrocławiu. Tam zajęła pierwsze miejsce w krokach. W parach mieszanych nie zdołała awansować do finału.